# Lijst van voetbalinterlands Cambodja - Hongkong
Deze lijst van voetbalinterlands is een overzicht van alle officiële voetbalwedstrijden tussen de nationale teams van Cambodja en Hongkong. De landen hebben tot op heden twaalf keer tegen elkaar gespeeld. De eerste ontmoeting, een vriendschappelijke wedstrijd, vond plaats op 31 augustus 1957 in Kuala Lumpur (Maleisië). Het laatste duel, eveneens een vriendschappelijke wedstrijd, werd gespeeld in Hongkong op 15 oktober 2024.

## Wedstrijden
| №  | Plaats       | Datum            | Competitie                 | Wedstrijd                 | Uitslag |
| -- | ------------ | ---------------- | -------------------------- | ------------------------- | ------- |
| 1  | Kuala Lumpur | 31 augustus 1957 | Vriendschappelijk          | Hongkong − Cambodja       | 6 − 2   |
| 2  | Bangkok      | 24 mei 1971      | Azië Cup 1972 kwalificatie | Khmerrepubliek − Hongkong | 2 − 1   |
| 3  | Kuala Lumpur | 10 augustus 1972 | Vriendschappelijk          | Khmerrepubliek − Hongkong | 1 − 0   |
| 4  | Hongkong     | 18 oktober 1999  | Azië Cup 2000 kwalificatie | Hongkong − Cambodja       | 4 − 1   |
| 5  | Phnom Penh   | 7 november 1999  | Azië Cup 2000 kwalificatie | Cambodja − Hongkong       | 0 − 1   |
| 6  | Hongkong     | 1 september 2016 | Vriendschappelijk          | Hongkong − Cambodja       | 4 − 2   |
| 7  | Phnom Penh   | 6 oktober 2016   | Vriendschappelijk          | Cambodja − Hongkong       | 0 − 2   |
| 8  | Phnom Penh   | 5 september 2019 | WK 2022 kwalificatie       | Cambodja − Hongkong       | 1 − 1   |
| 9  | Hongkong     | 19 november 2019 | WK 2022 kwalificatie       | Hongkong − Cambodja       | 2 − 0   |
| 10 | Calcutta     | 11 juni 2022     | Azië Cup 2023 kwalificatie | Cambodja − Hongkong       | 0 − 3   |
| 11 | Phnom Penh   | 7 september 2023 | Vriendschappelijk          | Cambodja − Hongkong       | 1 − 1   |
| 12 | Hongkong     | 15 oktober 2024  | Vriendschappelijk          | Hongkong − Cambodja       | 3 − 0   |

## Samenvatting
| Competitie            | Totaal gespeeld | Winst Cambodja | Gelijk | Winst Hongkong | Doelsaldo Cambodja – Hongkong |
| --------------------- | --------------- | -------------- | ------ | -------------- | ----------------------------- |
| WK-kwalificatie       | 2               | 0              | 1      | 1              | 1 − 3                         |
| Azië Cup-kwalificatie | 4               | 1              | 0      | 3              | 3 − 9                         |
| Vriendschappelijk     | 6               | 1              | 1      | 4              | 6 − 16                        |
| Totaal                | 12              | 2              | 2      | 8              | 10 − 28                       |

Wedstrijden bepaald door strafschoppen worden, in lijn met de FIFA, als een gelijkspel gerekend.